# Nacho Vidal
|  | Aquest article tracta sobre l'actor porno. Si cerqueu el futbolista valencià, vegeu «Ignacio Vidal Miralles». |

Ignacio Jordà González (Mataró, Maresme, 30 de desembre de 1973), més conegut com a Nacho Vidal, és una estrella del porno català. A la seva carrera ha protagonitzat unes 1.500 pel·lícules, a més de treballar com a productor i director de molts altres films.

## Biografia
Sent un nen, la seva família es va traslladar a viure a la localitat valenciana d'Énguera (Canal de Navarrés), on va viure la seva infància i d'on és natural la seva família paterna, propietaris llavors d'una important empresa tèxtil. Nacho sempre ha manifestat sentir-se d'Énguera, on resideix en l'actualitat quan la seva feina li ho permet.
Es va allistar a la Legió espanyola a Melilla, i més endavant es va iniciar en la pornografia als 21 anys a la sala Bagdad de Barcelona amb la seva parella Sara Bernat on hi realitzava espectacles pornogràfics i va conèixer el director del Festival de Cinema Eròtic de Barcelona, José María Ponce, que el va introduir en el món de la cinematografia pornogràfica.

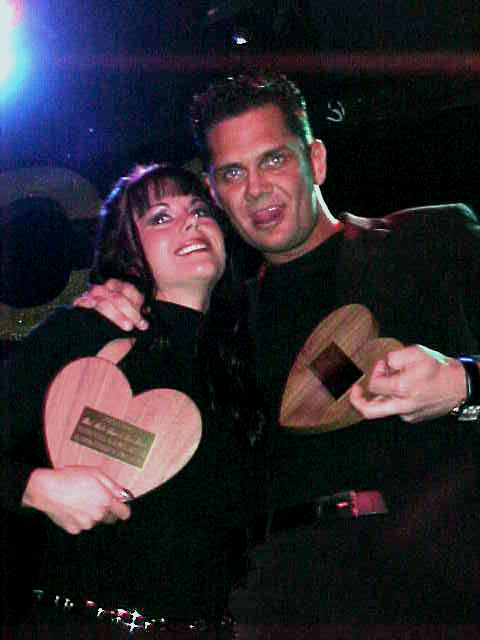
Nacho Vidal i Jewel De' Nyle mostren els seus trofeus del premi XRCO a la millor escena sexual masculina-femenina el 2001

Va passar més tard a ser deixeble de Rocco Siffredi, qui el va portar a Hollywood el 1998. Va conèixer a la també actriu pornogràfica Belladonna a Praga el 2001, amb qui va mantenir una relació i arribant a comprometre's el mateix any, però la relació es va trencar el 2002. Fruit de la seva relació amb Rosa Castro Camacho, la seva parella fins al 2005 va néixer la seva primera filla, Candela. El 31 de maig de 2005 va assegurar que es retirava del cine porno després d'anunciar el seu compromís matrimonial amb la model colombiana Franceska Jaimes, però mesos després va reprendre la seva carrera d'actor pornogràfic, i la seva dona va iniciar-s'hi el 2006. Amb Franceska Jaimes ha tingut dos fills, León i Violeta.
El 2006 va aparèixer a una pel·lícula dirigida per Joaquim Oristrell titulada Deu ser que ningú és perfecte, el 2012 a Impávido, dirigida per Carlos Theron, entre finals de 2012 i principis de 2013 va protagonitzar a la seva casa d'Enguera el reality show la mansion de Nacho Vidal, emès per internet, i en 2019 al documental Me llamo Violeta de David Fernández de Castro. En 2015 va participar en el reality Supervivientes.
Al febrer del 2019 es va informar que se li havia diagnosticat el virus de la sida, VIH, però ho va desmentir, anunciant que patia el síndrome de Reiter, un tipus d'artritis reactiva que fou la causa de la seva retirada com a actor porno.

## Problemes legals
En 22 de març de 2007 passà la nit al calabós per maltractaments a la via pública envers Rosa Castro, mare de la seva primera filla, que va retirar la denúncia posteriorment.
El 16 d'octubre de 2012 va ser detingut en una operació contra les màfies asiàtiques a Espanya. La policia creu que podria haver blanquejat diners a través de la seva productora. Després de prestar declaració davant del jutge, el 18 octubre 2012 va ser posat en llibertat sense fiança encara que se li imputa un presumpte delicte de blanqueig de capital.
En juny de 2019 va ser detingut conjuntament amb dues altres persones en ser acusat d'homicidi imprudent per la mort del fotògraf José Luis Abad mitjançant un ritual místic mitjançant la ingesta de bufotoxina extreta de Bufo alvarius.